# 石北峠 (小惑星)
石北峠（せきほくとうげ、5631 Sekihokutouge）は小惑星帯にある小惑星。北海道の円舘金と渡辺和郎が発見した。
北海道の上川町と北見市を結ぶ石北峠に因んで名付けられた。